# Platanistoidea
A Platanistoidea az emlősök (Mammalia) osztályának párosujjú patások (Artiodactyla) rendjébe, ezen belül a cetek (Cetacea) alrendágába tartozó öregcsalád.
Ebből az öregcsaládból manapság már csak 1 faj él.

## Rendszerezés
Az öregcsaládba az alábbi taxonok sorolhatók:
- †Allodelphinidae Barnes, 2006 - család; késő oligocén-középső miocén[4]
- gangeszi folyamidelfin-félék (Platanistidae) J. E. Gray, 1846 - család; kora miocén-jelen
- †Squalodelphinidae Dal Piaz, 1917 - család; késő oligocén-középső miocén[5]
- †Squalodontidae Brandt, 1873 - család; késő oligocén-középső miocén
- †Waipatiidae Fordyce, 1994 - család; késő oligocén[6]
- Az alábbi nemi szintű taxonok szintén a Platanistoidea öregcsaládba tartoznak, azonban még nincsenek családokba foglalva, azaz incertae sedis besorolásúak:
  - †Aondelphis
  - †Awamokoa[7]
  - †Dolgopolis
  - †Ensidelphis
  - †Perditicetus
  - †Urkudelphis Tanaka et al., 2017

## Fordítás
- Ez a szócikk részben vagy egészben  a   List_of_extinct_cetaceans#Suborder_Odontoceti című angol Wikipédia-szócikk ezen változatának fordításán alapul.  Az eredeti cikk szerkesztőit annak laptörténete sorolja fel. Ez a jelzés csupán a megfogalmazás eredetét és a szerzői jogokat jelzi, nem szolgál a cikkben szereplő információk forrásmegjelöléseként.